# Talleres Hereter
Ideal i TH varen ser les marques comercials amb què l'empresa catalana Fábrica Española de Automóviles y Aeroplanos Talleres Hereter, SA (més coneguda simplement com a Talleres Hereter) comercialitzà respectivament els seus automòbils i avions entre 1915 i 1922. Fundada per Laureà Hereter, l'empresa tenia les oficines centrals al número 189 del carrer Rosselló de Barcelona i quatre tallers escampats per la ciutat (un al mateix carrer Rosselló, un altre al carrer Moyà, un altre al carrer d'Aribau i l'altre a l'Avinguda Diagonal).

## Història

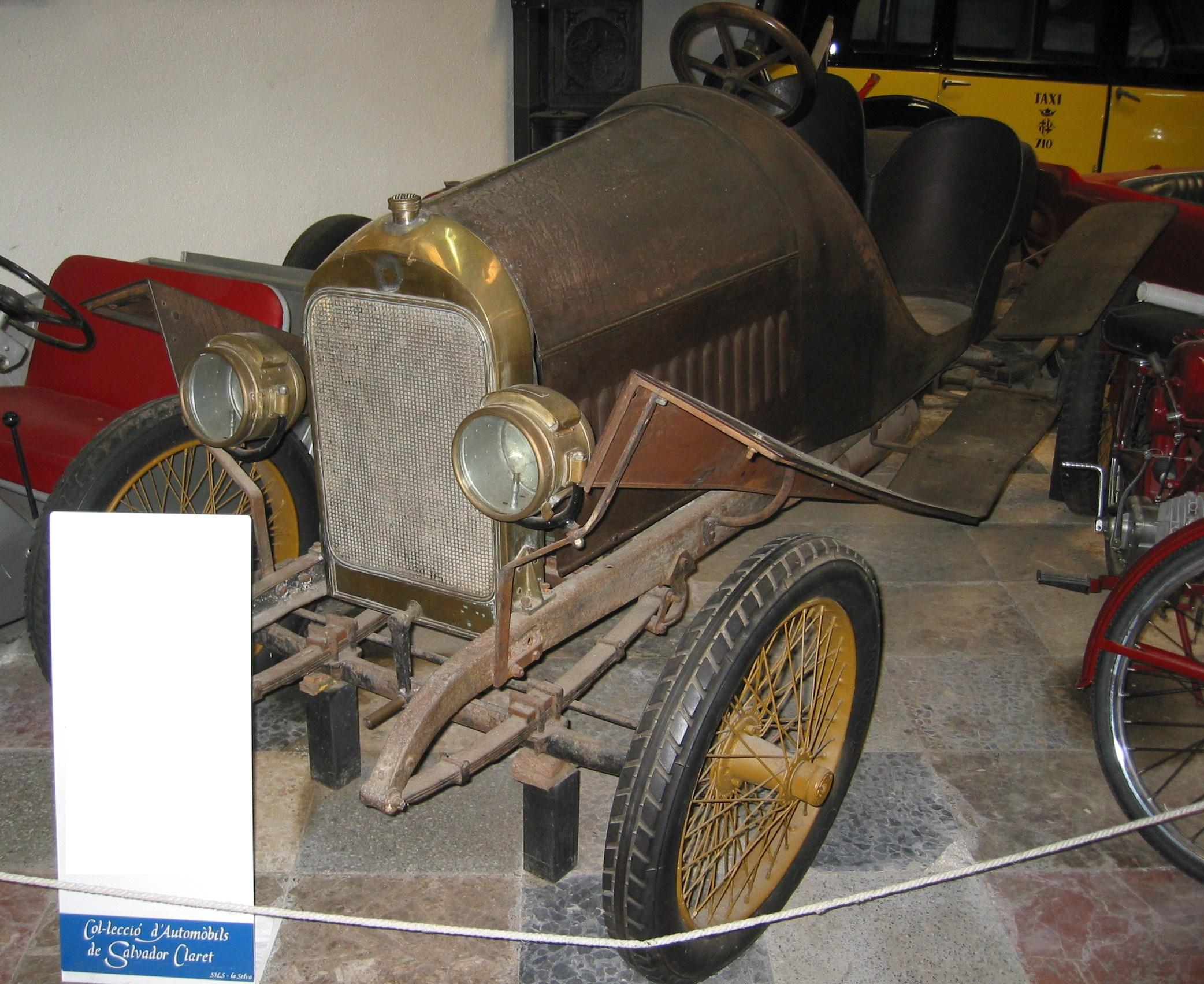
Autocicle Ideal de 1917

Talleres Hereter va començar les seves activitats el 1905 com a instal·ladora d'aigua i calefacció -amb seu al carrer Almogàvers- i més tard es reconvertí a taller d'automòbils i fabricant de components. El 1916, Laureà Hereter adquirí les patents dels autocicles Ideal (obra de Lluís Coll i Calvet) i la maquinària de fabricació dels mateixos a l'empresa Batlle, Custals i Cia, que estava en liquidació. Els autocicles Ideal havien estat creats pels enginyers Claudi i Carles Baradat uns anys abans i, juntament amb el David, eren els més populars a la Barcelona de l'època. El nom "Ideal" els l'havien posat després de desestimar la primera opció, "Iberia", en adonar-se que aquesta marca ja existia.
A començaments de 1915, Hereter va presentar l'autocicle Ideal -també conegut com a TH-, equipat amb un motor de fabricació pròpia de quatre cilindres. L'enginyer tècnic de la marca, Joaquim Custals, pilotà amb èxit els Ideal en diverses competicions entre 1915 i 1916, fins que abandonà l'empresa i creà la seva pròpia, Nacional Custals. A la vegada, Sebastià Nadal, propietari d'un taller mecànic, s'especialitzà en la preparació dels Ideal i n'obtingué un rendiment molt superior al de sèrie, per la qual cosa fou contractat per Talleres Hereter. En mans de Nadal i els pilots Ernesto Rodríguez Iranzo i Pons, els Ideal aconseguiren el primer i segon lloc a la Volta a Catalunya de 1917, organitzada pel RMCC, i també guanyaren el Gran Premi Penya Rhin aquell any i el 1918.
Tot i així, les vendes dels Ideal no varen anar bé (segons algunes fonts, se'n varen arribar a fabricar vora 120 unitats) i el 1918 l'empresa va abandonar-ne la producció per tal de poder-se dedicar a altres activitats relacionades amb l'aviació.

### Aviació

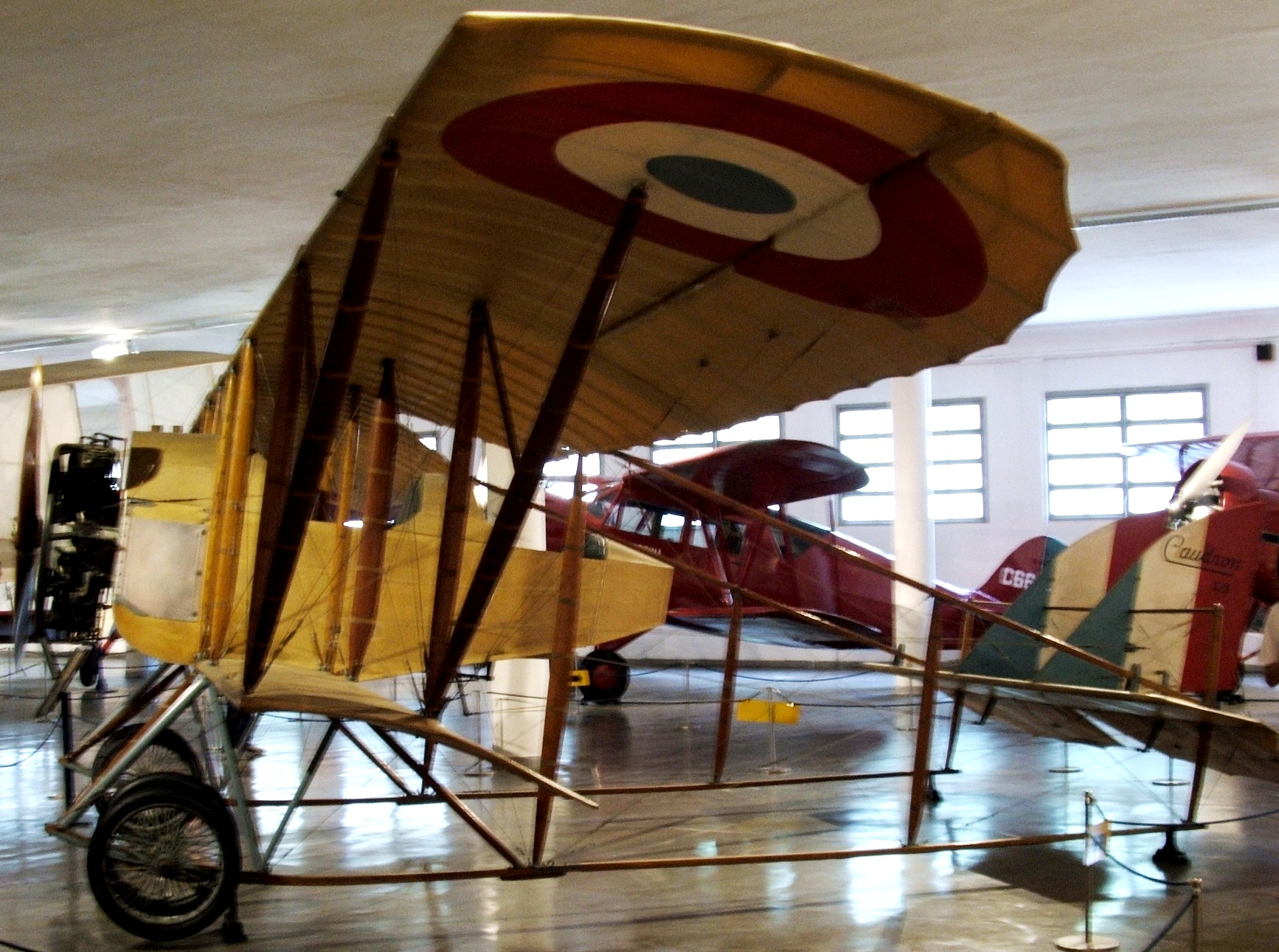
Caudron G.3, fabricat per Talleres Hereter amb el nom de TH E.3

El 1917, Hereter va absorbir l'empresa Pujol Comabella y Cia (havia estat la primera empresa catalana dedicada exclusivament a l'aviació) i amb ella va incorporar l'enginyer Jorge Loring, qui passà a fer-se càrrec de la secció aeronàutica. Pujol Comabella tenia la factoria a Sant Martí de Provençals i l'escola d'aviació a La Volateria (nom donat a l'actual aeroport del Prat).
Centrats més en el camp aeronàutic, els tallers Hereter convisqueren encara un temps amb l'automoció. Aviat, però, l'esperit inquiet del seu enginyer en cap d'aeronàutica, Loring, va fer que l'empresa fabriqués el TH E.3 (còpia de l'avió francès Caudron G.3), del qual en varen servir 11 aparells a l'exèrcit de l'aire espanyol. El 1918, però, la fi de la Primera Guerra Mundial va posar a l'abast de l'exèrcit espanyol material de rebuig europeu a millor preu i les comandes a Hereter s'aturaren. Tot mirant de recuperar aquest important client, Hereter va crear el Barron España, també còpia del SPAD S.XIII francès, del qual en va poder vendre sis a l'exèrcit espanyol.

### Final de l'empresa
Finalment, a causa de la fi de la Primera Guerra Mundial, les traves burocràtiques i la dificultat per a adquirir materials estrangers, agreujat per aventures empresarials amb resultat deficitari com ara la fabricació de motors d'aviació (anomenats TH A), van dur a la liquidació de l'empresa el 1921. Jorge Loring es va involucrar en el negoci de les línies aèries per tal d'intentar rescatar de la fallida Talleres Hereter, sense arribar-ho a aconseguir.